# Tren Rancagua-Estación Central
Tren Rancagua-Estación Central, anteriormente conocido como Metrotren Rancagua, es un servicio de tren de cercanías que conecta Santiago con Rancagua entre la Región Metropilitana de Santiago y la Región del Libertador General Bernardo O'higgins, respectivamente, y es operado por la Empresa de los Ferrocarriles del Estado.
Las frecuencias del Tren Rancagua-Estación Central son cada treinta minutos hacia Rancagua en hora punta y cada una hora en horario normal.

## Historia

### Orígenes del trazado
El trazado del recorrido del ferrocarril sur fue proyectado en la década de 1850, iniciando su construcción en 1855 desde la ciudad de Santiago, llegando a la ciudad de Rancagua en 1859. Durante el siguiente siglo y medio, el trayecto contó con varios servicios de carga y pasajeros, como los servicios ejecutados por los Flecha del Sur o los Trenes populares. Sin embargo, durante la década de 1980 la Empresa de los Ferrocarriles del Estado sufrió grandes recortes de presupuesto y venta a privados de infraestructura ferroviaria, sumados con la lenta modernización de las tecnologías, conllevó al término de varios servicios de pasajeros a nivel nacional, incluyendo los del troncal sur.
Con el retorno a la democracia, en la década de 1990 se trabajó en la rehabilitación de la empresa de ferrocarriles, lo que conllevó a la creación del servicio Metrotrén. Desde 2008 en adelante, el servicio fue administrado por TMSA. En 2011 se propone la creación de un nuevo servicio que conectase a la ciudad de Santiago con la de Rancagua, denominado «Rancagua Express».

### Retraso en su implementación
Desde el inicio de este proyecto, en paralelo al proyecto "Metrotren Nos", se estimaba estar operativo —según plazos de EFE— en el último trimestre de 2015, según el entonces presidente de EFE, Jorge Inostroza. Sin embargo, han existido retrasos en el proyecto, lo cual se ha justificado tanto en la renuncia de Inostroza a fines de junio de 2016, como por la «restricción presupuestaria que enfrenta el país», según declaración hecha por el nuevo presidente de EFE, Germán Correa.
Ello provocó que parlamentarios de la región y alcaldes de las ciudades que serán beneficiadas por el servicio, expresaran su malestar con EFE, expresando que «lo que se requiere son recursos, apoyo político, apoyo administrativo y hoy día no tenemos nada». También se ha acusado de centralismo al proyecto, ya que según versiones de prensa los X'Trapolis Modular solo se usarían en el trayecto Alameda-Nos, mientras que el trayecto Alameda-Rancagua sería cubierto por maquinaria antigua hasta que existan fondos para realizar la compra de nuevos trenes.
En una visita a la Región de O'Higgins del ministro de Transportes y Telecomunicaciones Andrés Gómez-Lobo, declaró que en septiembre de 2016 empezarían las pruebas en práctica sin público hasta diciembre, para luego realizar un mes de pruebas en marcha blanca con público. En diciembre de 2016 se confirmó que el proyecto iniciaría su servicio en febrero de 2017, partiendo en marcha blanca el 24 de enero de dicho año.

### Inicio de operaciones y funcionamiento

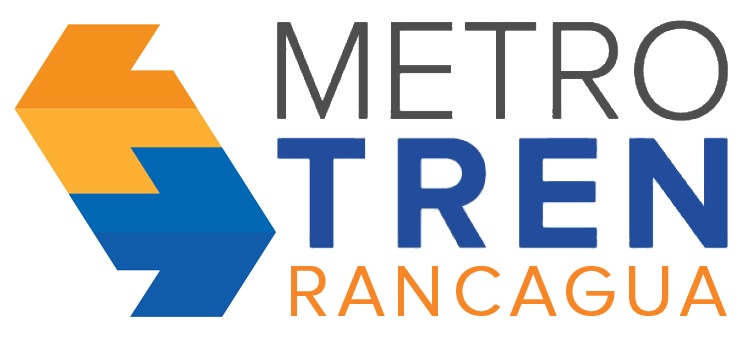
Logotipo del servicio entre 2017 y 2021.

Antes de que operase el Metrotrén Rancagua, el servicio del Metrotren fue extendido hasta la Estación San Fernando en diciembre de 2000 —una estación después de Rancagua—, sin embargo en 2013 esta quedó sin servicios cuando comenzaron los trabajos y posterior inauguración del actual servicio. 
A inicios de 2017 se realizó una marcha blanca del servicio.
En 2019 los alcaldes de San Fernando, Rengo y Malloa se reunieron con la ministra de Transportes —Gloria Hutt— para solicitar la habilitación de un servicio de pasajeros al sur de Rancagua.
Como homenaje de los 71 años de Condorito, en agosto de 2020 se presentaron ediciones de la tarjeta Tren Central con ilustraciones de los trenes con personajes de la serie.
El 24 de mayo de 2021 el servicio cambió de nombre, abandonando la denominación de «Metrotren Rancagua» y adoptando el nombre genérico de «Tren Rancagua-Estación Central».

### Variantes del servicio

#### Tren San Fernando
A partir del 12 de octubre de 2021 se inicia un servicio piloto de extensión del servicio hacia las estaciones Rengo y San Fernando. El servicio tiene solamente 3 salidas en el horario AM punta mañana (desde San Fernando) y 3 salidas en el horario PM punta tarde (desde Estación Central), operando únicamente de lunes a viernes.
El 19 de agosto de 2022, el presidente Gabriel Boric anunció nuevas detenciones del tren en el tramo Rancagua–San Fernando, para ello se habilitarán las estaciones Requínoa, Rosario y Pelequén. Se espera que las estaciones vuelvan a estar operativas entre 2023 y 2024.

#### Corto a Buin
Cuenta con un servicio corto con horarios en que el tren realiza el recorrido sólo desde Estación Central hasta la Estación Buin. Opera sábados y domingos únicamente.

#### Corto a Paine
Cuenta con un servicio corto con horarios en que el tren realiza el recorrido sólo desde Estación Central hasta la Estación Paine y viceversa. Tiene 8 salidas. Opera de lunes a domingo.

#### Corto a Hospital
Cuenta con un servicio corto con horarios en que el tren realiza el recorrido sólo desde Estación Central hasta la Estación Hospital y viceversa. Tiene 2 salidas. Opera de lunes a viernes.

## Estructura

### Tarifas y métodos de pago
El servicio Tren Rancagua-Estación Central posee como único medio pago la tarjeta TrenCentral, la cual se activa sin contacto y debe ser acercada a los torniquetes al ingresar y salir del servicio, dado que el cobro es por tramo recorrido, no existiendo una tarifa fija a diferencia del servicio Nos-Estación Central. La tarjeta de tarifa adulto tiene un costo de 1300 CLP, mientras que las tarjetas para la tercera edad y personas con discapacidad tienen un valor de 1000 CLP. Los estudiantes obtienen su primera tarjeta gratis, y en caso de pérdida la reposición de ésta tiene un costo de 2500 CLP. Existe también un pase diario de 5000 CLP que permite realizar viajes ilimitados durante un día. En julio de 2018 el sistema Tren Rancagua-Estación Central inauguró nuevos itinerarios durante el horario valle, conectando cada dos horas la ciudad de Rancagua y cada una hora con la localidad de Paine. Además se actualizaron valores para las tarifas, reduciendo a dos horarios, pero manteniendo los tramos anteriormente diseñados.
Hora alta
Lunes a viernes de 05:00 a 08:59, y de 18:00 a 20:59. Sábado y domingo de 10:00 a 20:59.
| Tarifas                                   | Alameda San Bernardo | Buin Zoo / Buin Linderos / Paine Hospital | San Francisco Graneros Rancagua |
| ----------------------------------------- | -------------------- | ----------------------------------------- | ------------------------------- |
| Alameda San Bernardo                      | 970 CLP              | 1450 CLP                                  | 2400 CLP                        |
| Buin Zoo / Buin Linderos / Paine Hospital | 1450 CLP             | 980 CLP                                   | 1500 CLP                        |
| San Francisco Graneros Rancagua           | 2400 CLP             | 1500 CLP                                  | 1150 CLP                        |

Hora baja
Lunes a viernes de 09:00 a 17:59, y de 21:00 a 23:59. Sábado y domingo de 05:00 a 09:59, y de 21:00 a 23:59.
| Tarifas                                   | Alameda San Bernardo | Buin Zoo / Buin Linderos / Paine Hospital | San Francisco Graneros Rancagua |
| ----------------------------------------- | -------------------- | ----------------------------------------- | ------------------------------- |
| Alameda San Bernardo                      | 870 CLP              | 1350 CLP                                  | 2200 CLP                        |
| Buin Zoo / Buin Linderos / Paine Hospital | 1350 CLP             | 880 CLP                                   | 1400 CLP                        |
| San Francisco Graneros Rancagua           | 2200 CLP             | 1400 CLP                                  | 1100 CLP                        |

Estudiantes, Tercera edad y discapacitados
| Tarifas                                   | Alameda San Bernardo | Buin Zoo / Buin Linderos / Paine Hospital | San Francisco Graneros Rancagua |
| ----------------------------------------- | -------------------- | ----------------------------------------- | ------------------------------- |
| Alameda San Bernardo                      | 580 CLP              | 870 CLP                                   | 1440 CLP                        |
| Buin Zoo / Buin Linderos / Paine Hospital | 870 CLP              | 590 CLP                                   | 900 CLP                         |
| San Francisco Graneros Rancagua           | 1440 CLP             | 900 CLP                                   | 690 CLP                         |

## Estaciones
El servicio cuenta con 10 estaciones desde Estación Central hasta Rancagua, en color gris se encuentran dos estaciones (Rengo y San Fernando) que operan en el marco del denominado servicio piloto de extensión.
Las estaciones, en el sentido de norte a sur, son las siguientes:
| Estación         | Inauguración        | Acceso para discapacitados | Ubicación                                      | Comuna           | Comb.      | Estación                  | Posición    |
| ---------------- | ------------------- | -------------------------- | ---------------------------------------------- | ---------------- | ---------- | ------------------------- | ----------- |
| Estación Central | 24 de enero de 2017 | Acceso para discapacitados | Av. Libertador Bernardo O'Higgins 3170         | Estación Central | ·          | Terminal y de combinación | Superficial |
| San Bernardo     | 24 de enero de 2017 | Acceso para discapacitados | Av. Arturo Prat 495                            | San Bernardo     | [ nota 3 ] | De combinación            | Superficial |
| Buin Zoo         | 24 de enero de 2017 | Acceso para discapacitados | Panamericana Sur 01397, km 32                  | Buin             |            | De paso                   | Superficial |
| Buin             | 24 de enero de 2017 | Acceso para discapacitados | Pasaje El Guardavías alt. 200-248              | Buin             |            | De paso                   | Superficial |
| Linderos         | 24 de enero de 2017 | Acceso para discapacitados | Pasaje Estación S/N                            | Buin             |            | De paso                   | Superficial |
| Paine            | 24 de enero de 2017 | Acceso para discapacitados | Avenida Balmaceda con Miguel Campino           | Paine            |            | De paso                   | Superficial |
| Hospital         | 24 de enero de 2017 | Acceso para discapacitados | Recinto Estación S/N                           | Paine            |            | De paso                   | Superficial |
| San Francisco    | 24 de enero de 2017 | Acceso para discapacitados | Recinto Estación S/N frente a Pasaje O'Higgins | Mostazal         |            | De paso                   | Superficial |
| Graneros         | 24 de enero de 2017 | Acceso para discapacitados | Recinto Estación S/N frente a Barros Borgoño   | Graneros         |            | De paso                   | Superficial |
| Rancagua         | 24 de enero de 2017 | Acceso para discapacitados | Avenida Estación S/N                           | Rancagua         | ·          | Terminal                  | Superficial |

## Material rodante

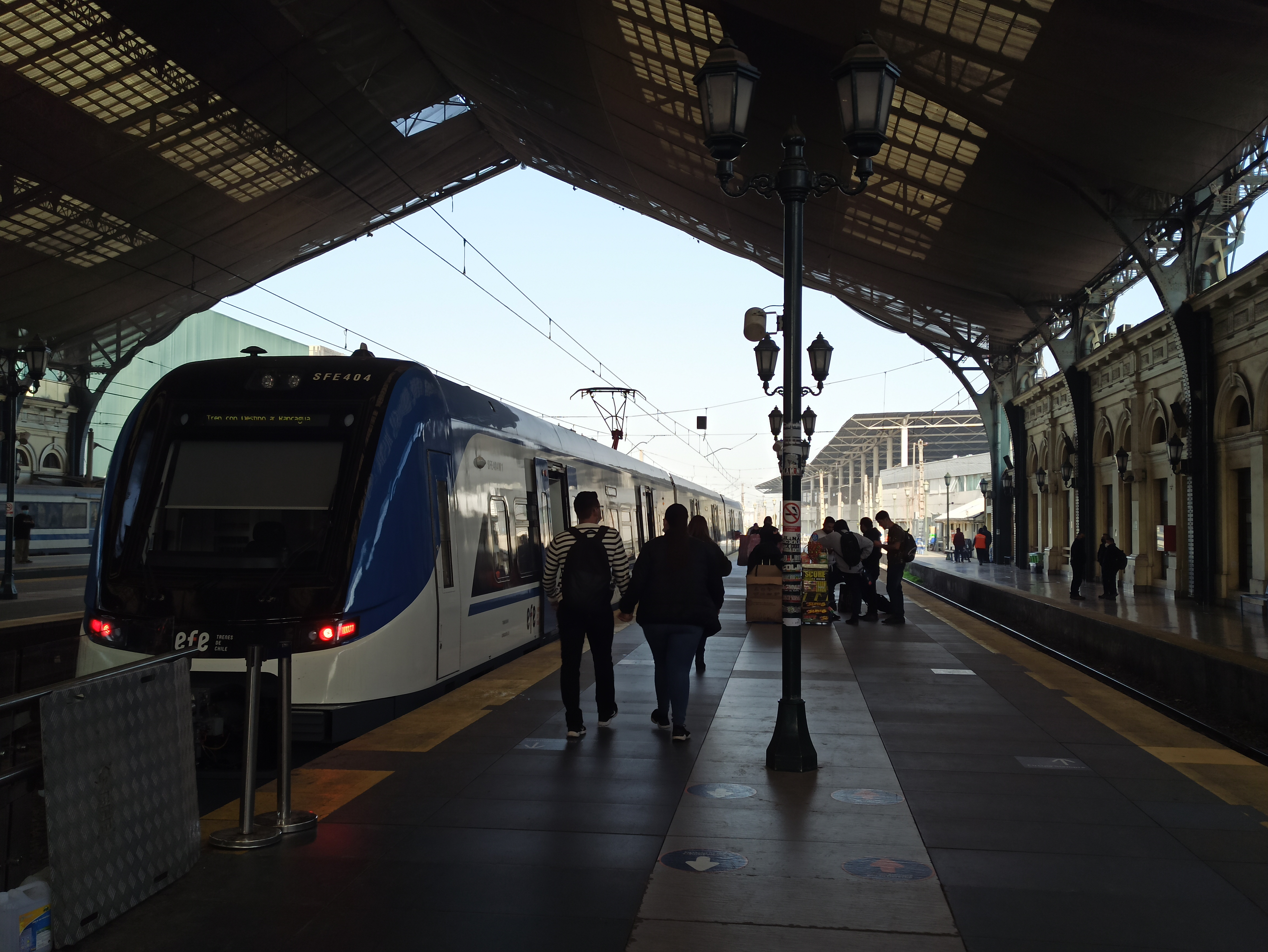
Tren SFE en Estación Central, Santiago

Para la implementación de este nuevo servicio inicialmente se adquierieron 16 nuevos trenes con una capacidad de 520 pasajeros. Estos fueron construidos por la empresa francesa Alstom, correspondientes la serie X'Trapolis Modular, sin embargo, la totalidad de ellos fue transferido al servicio Nos-Estación Central.
En septiembre de 2019, EFE anunció la compra de 8 nuevos trenes para este servicio mediante una licitación. Lo anterior enmarcado en el plan de modernización de la infraestructura ferroviaria del país. Finalmente, en 2020 se conoció que fueron adquiridas 6 nuevos trenes a la empresa china CRRC-Sifang de la serie SFE-400. Dichos trenes arribaron al país entre 2021 y 2022. Las primeras 2 unidades fueron presentadas al público el 15 de diciembre de 2021, entrando en servicio a inicios de 2022. Este proceso se da en el marco de la renovación de la flota de los trenes, para de esta forma dar de baja a los anteriores trenes UT-440.
En la actualidad el servicio está compuesto por: 
- 6 trenes UT—440[cita requerida], los cuales ingresan al servicio de Metrotren a inicios de los años 2000.
- 1 tren UT-440MC. El cual ingresa al servicio de Metrotren a inicios de los años 2000.
- 1 tren UTS-444. El cual ingresa al servicio de TerraSur a inicios de los años 2000. Actualmente opera en el servicio corto a estación Hospital.
- 6 trenes CRRC-Sifang de la serie SFE-400, que llegaron para renovar la flota de trenes hacia fines de 2021.